# Jason Robards

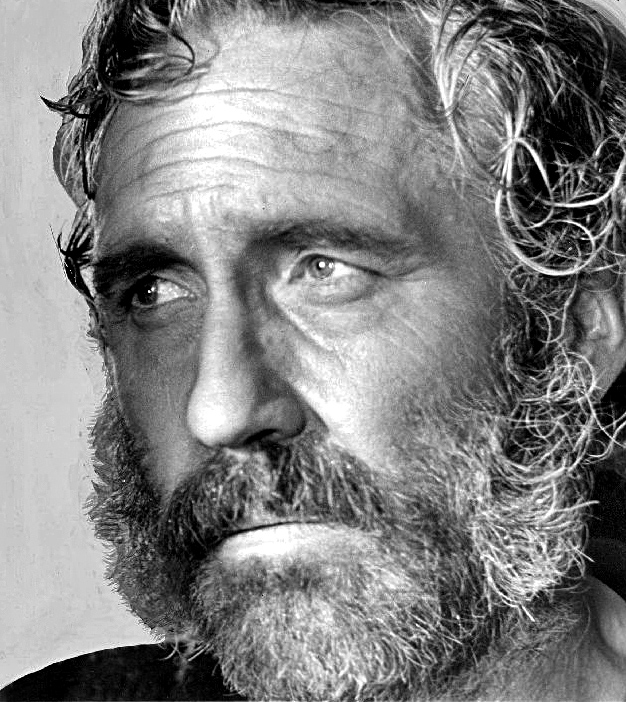
Jason Robards w filmie Pewnego razu na Dzikim Zachodzie (1968)

Jason Nelson Robards Jr. (ur. 26 lipca 1922 w Chicago, zm. 26 grudnia 2000 w Bridgeport) – amerykański aktor filmowy, telewizyjny i teatralny, laureat dwóch Oscarów dla najlepszego aktora drugoplanowego w 1977 i 1978 za role w filmach Wszyscy ludzie prezydenta (reż. Alan J. Pakula) oraz Julia (reż. Fred Zinnemann). Był jednym z niewielu aktorów, któremu udało się zdobyć Nagrodę Akademii Filmowej dwa razy z rzędu. Został odznaczony Narodowym Medalem Sztuk.

## Życiorys
Urodził się w Chicago w Illinois jako syn Hope Maxine (z domu Glanville) i aktora Jasona Robardsa Seniora. Uczęszczał do Hollywood High School. Miał pochodzenie niemieckie, angielskie, walijskie, irlandzkie i szwedzkie.
Rodzina przeniosła się do Nowego Jorku, gdy Jason Jr. był jeszcze małym dzieckiem, a następnie, gdy miał sześć lat, przeprowadził się z rodziną do Los Angeles. Późniejsze wywiady z Robardsem sugerowały, że trauma rozwodów jego rodziców, która miała miejsce w latach nauki w szkole średniej, miała ogromny wpływ na jego osobowość i światopogląd. Jako nastolatek podczas nauki w Hollywood High School w Los Angeles, startował w zawodach lekkoatletycznych, biegając milę w czasie 4:18. Chociaż jego sprawność sportowa wzbudziła zainteresowanie kilku uniwersytetów, podczas II wojny światowej, od 1940 Robards służył w US Navy jako radiooperator i był jednym z ocalałych z ataku Japończyków na Pearl Harbor 7 grudnia 1941. Otrzymał Krzyż Marynarki Wojennej, drugie w hierarchii ważności odznaczenie w marynarce wojennej Stanów Zjednoczonych Ameryki. W latach 1946–47 studiował w American Academy of Dramatic Arts.
Jako aktor debiutował w 1956 na Broadwayu. Zagrał w ponad 100 filmach. Były to najczęściej role w westernach, kryminałach i filmach wojennych.
Zmarł 26 grudnia 2000 w Bridgeport w Connecticut w wieku 78 lat na raka płuca.

### Życie prywatne
Był czterokrotnie żonaty:
- Eleanor Pittman (od 1948 do 1958, rozwód) – troje dzieci
- Rachel Taylor (od 1959 do 1961, rozwód)
- Lauren Bacall (od 1961 do 1969, rozwód) – syn (Sam Robards, który został aktorem)
- Lois O’Connor (od 1970 do śmierci aktora) – dwoje dzieci

## Filmografia
- 1959 Podróż – Paul Kedes
- 1962 Zmierzch długiego dnia – James Tyrone Jr.
- 1966 Hazardziści z Teksasu – Henry Drummond
- 1966 W każdą środę – John Cleves
- 1967 Masakra w dniu świętego Walentego – Al Capone
- 1967 Godzina ognia – dr John „Doc” Holliday
- 1968 Isadora – paryski śpiewak
- 1968 Pewnego razu na Dzikim Zachodzie – Cheyenne
- 1970 Tora! Tora! Tora! – gen. por. Walter C. Short
- 1970 Ballada o Cable’u Hogue’u – Cable Hogue
- 1971 Johnny poszedł na wojnę – ojciec Joe Bonhama
- 1973 Pat Garrett i Billy Kid – gubernator Lew Wallace
- 1976 Wszyscy ludzie prezydenta – Ben Bradlee
- 1977 Waszyngton za zamkniętymi drzwiami (serial TV) – prezydent Richard Monckton
- 1977 Julia – Dashiell Hammett
- 1978 Przybywa jeździec – Jacob Ewing
- 1979 Huragan – kapitan Charles Bruckner
- 1980 Caboblanco – Beckdorff
- 1980 Melvin i Howard – Howard Hughes
- 1980 Podnieść Titanica – adm. James Sandecker
- 1983 Nazajutrz – dr Russell Oakes
- 1986 Miłość na antypodach – Ed Stenning
- 1987 Amerykański kadryl – dziadek Dillard
- 1989 Spełnione marzenia – Coleman Ettinger
- 1989 Spokojnie, tatuśku – Frank Buckman
- 1990 Łatwy szmal – Rotzinger
- 1993 Heidi – dziadek
- 1993 Proces – dr Huld
- 1993 Filadelfia – Charles Wheeler
- 1994 Wielka mała liga – Thomas Heywood
- 1994 Zawód: dziennikarz – Graham Keighley
- 1995 Karmazynowy przypływ – kadm. Anderson
- 1997 Tysiąc akrów krzywd – Larry Cooke
- 1998 Wróg publiczny – Phillip Hammersley
- 1999 Magnolia – Earl Partridge

## Nagrody
- Nagroda Akademii Filmowej
  - Najlepszy aktor drugoplanowy: 1977 Wszyscy ludzie prezydenta
  - Najlepszy aktor drugoplanowy: 1978 Julia
- Nagroda Emmy
  - Najlepszy aktor w miniserialu: lub filmie telewizyjnym: 1988 Kto sieje wiatr?
- Nagroda na MFF w Cannes Najlepszy aktor: 1962 Zmierzch długiego dnia